# 광주 용진산 마애여래좌상
용진산마애여래좌상(聳珍山磨崖如來坐像)은 광주광역시 광산구 사호동, 용진산의 청룡사 가는 길 왼편 암벽에 새겨져 있는 높이 1.17m의 마애불이다. 1989년 3월 20일 광주광역시의 문화재자료 제11호로 지정되었다.

## 개요
광주광역시 광산구 사호동 용진산의 청룡사 가는 길 왼편 암벽에 새겨져 있는 높이 1.17m의 마애불이다. 대좌(臺座)와 광배(光背)를 마련하지 않고 불신만을 선으로 새겨 놓았다.
타원형의 얼굴은 평면적이며 가늘게 뜬 눈과 눈썹 사이가 좁아서 찡그린 인상을 주고 있다. 코는 얼굴에 비해 크고 넓은데, 끝이 파손된 상태이다. 입은 큰 편이고 꽉 다문 입술은 두텁게 표현하였다.
목은 바로 어깨에 맞닿아 있어 움츠리고 있는 듯하다. 옷은 왼쪽 어깨에 희미하게 나타나 있을 뿐 거의 표현되어 있지 않다. 양 손을 가슴에 모아 엄지와 중지를 가볍게 맞대고 있는 손모양으로 보아 아미타여래를 표현하고자 한 것 같다. 양 발을 무릎 위에 올리고 발바닥이 하늘을 향한 자세로 앉아 있는데, 세부표현을 생략한 채 거의 선으로 처리하였다.
불상 위쪽 암벽에는 ‘佛堂日月(불당일월) 聳珍水石(용진수석)’이라는 글씨가 세로로 뚜렷하게 새겨져 있다.
전체적인 양식으로 보아 조선 후기에 만들어진 것으로 추정된다.

## 참고 자료
- 용진산마애여래좌상 - 국가유산청 국가유산포털